# Adam Rodríguez
Pour les articles homonymes, voir Rodríguez.
Adam Rodríguez, né le 2 avril 1975 à Yonkers (État de New York), est un acteur et réalisateur américain.
Il est révélé et accède à la notoriété grâce à la série télévisée policière Les Experts : Miami, dans laquelle il incarne Eric Delko, de 2002 à 2012. Puis, il confirme en jouant l'agent Luke Alvez dans la série télévisée Esprits criminels (depuis 2016).

## Biographie

### Enfance et formation
Adam Rodriguez est né à Yonkers, État de New York. Il est le fils de Janet et Ramon Rodríguez. Son père est cubain et sa mère est portoricaine.
Il a étudié au collège « Clarkstown High School North » de New York et a obtenu son diplôme en 1993. Il était destiné à devenir joueur de baseball professionnel mais à la suite d'une grave blessure il se dirige vers une carrière d'acteur.
Il prend alors des cours de théâtre.

### Carrière

#### Débuts et révélation

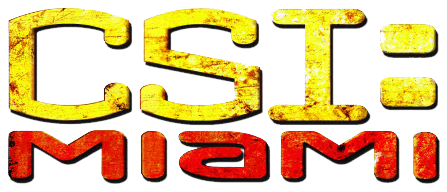
Logo original de la série télévisée Les Experts : Miami.

En 1996, il apparaît pour la première fois à la télévision dans un épisode de X-Files après être intervenu dans plusieurs publicités, dont une pour la marque Coca-Cola.
Outre de nombreuses apparitions dans les séries Felicity et Resurrection Blvd, Adam Rodriguez obtient un rôle régulier dans les séries Brooklyn South et All Souls, mais qui seront des échecs. Il a également fait quelques apparitions dans des clips musicaux de la chanteuse Jennifer Lopez, If you had my love ou encore dans Many Men de 50 cent en 2003.
En 2001, il rejoint la distribution de la dernière saison de Roswell et devient l'époux d'Isabel (Katherine Heigl) jusqu'à la fin de la série. C'est grâce à cette série que l'acteur se fait connaître du grand public,.
Il intègre en 2002 l'équipe de Experts : Miami et y tient le rôle de Eric Delko jusqu'à l'arrêt de la série en 2012. La série est un succès critique et public, elle permet de révéler l'acteur qui accède à une certaine notoriété,. Il est récompensé par le NAACP Image Awards (2010), l'ALMA Awards (2011) et le Teen Choice Awards (2012) du meilleur acteur dans une série télévisée. L'acteur réalisera et écrira également deux épisodes.

Adam Rodriguez poursuit, parallèlement, sa carrière au cinéma en faisant quelques apparitions dans les thrillers Blackout, Take ou encore I Can Do Bad All by Myself avec Taraji P. Henson. 

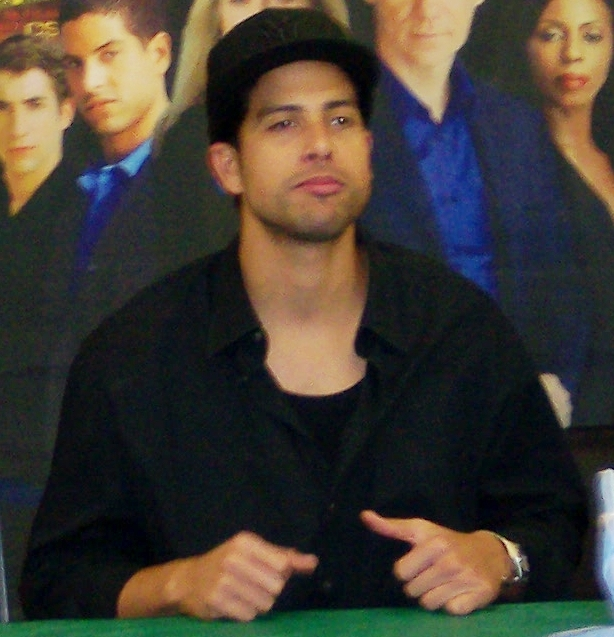
Lors d'une conférence autour de la série Les Experts : Miami, en 2005.

En 2005, il joue dans le téléfilm catastrophe Cyclone Catégorie 7 : Tempête mondiale. En 2006, il apparaît dans le clip de Lionel Richie pour la chanson I call it love aux côtés de Nicole Richie. Il participe à la chanson Yes We Can du chanteur Will.i.am en 2008 en soutien à Barack Obama.
Lorsqu'il quitte brièvement, la distribution principale des Experts, Adam Rodriguez en profite pour intervenir au cinéma dans le drame d'action Crossfire avec 50 Cent, puis il joue l'ancien petit ami d'Hilda Suarez dans la dernière saison de la série comique Ugly Betty,. Il apparaît également dans un épisode de Psych : Enquêteur malgré lui et de La Diva du divan.
Après n'avoir été que récurrent dans la saison 8 des Experts : Miami, il fait son retour en tant que régulier dès la saison 9.

#### Rôles réguliers et confirmation télévisuelle
En 2012, l'acteur repéré par Steven Soderbergh, joue dans la comédie à succès Magic Mike. Le film se déroule dans le milieu du strip-tease masculin et s'inspire de l’expérience personnelle de l’acteur Channing Tatum. Il ré endossera le rôle de Tito, pour le second volet, Magic Mike XXL, sorti en 2015. Il joue également dans les comédies romantiques Lovesick, avec Ali Larter et Matt LeBlanc et About Last Night, portée par Regina Hall et Kevin Hart. Le premier est globalement mal reçu par la critique lorsque le second rencontre le succès au box office.
Une fois l'arrêt des Experts : Miami, après dix saisons et 232 épisodes, l'acteur décroche un rôle pour trois épisodes de The Goodwin Games, retrouvant l'actrice Becki Newton, puis, en 2014, il joue l'un des rôles principaux de l'éphémère série judiciaire Reckless aux côtés de Cam Gigandet, Shawn Hatosy et Georgina Haig, annulée faute d'audiences.
En 2015, il joue les guest-star dans la série The Night Shift afin d'interpréter le Dr. Joey Chavez dans la deuxième saison, et renoue avec Taraji P. Henson pour Empire. Il réalise aussi un épisode de la seconde saison de la série policière, qui rencontre un certain succès, Scorpion. Il ré itère le rôle du charmeur pour Gina Rodriguez lors de la seconde saison de la série comique plébiscitée, Jane the Virgin.

Logo original de la série télévisée Esprits criminels.

Il retourne au genre qui a fait son succès, lorsqu'il est ensuite choisi pour incarner l'agent du FBI, Luke Alvez, dans la série policière Esprits criminels, en 2016. Son personnage intègre la distribution principale de la série à partir de la douzième saison, à la suite du départ de Shemar Moore,,.
En 2017, l'acteur joue dans la comédie policière CHiPs, il s'agit de l'adaptation cinématographique de la série télévisée du même nom, créée par Rick Rosner. Il prête aussi sa voix pour les besoins d'un film dirigé par sa partenaire d'Esprits criminels, Aisha Tyler. L'année suivante, il retourne sur le plateau de Jane the Virgin.
Le 10 janvier 2019, CBS annonce le renouvellement d'Esprits Criminels pour une quinzième saison, composée de dix épisodes et qui sera la dernière.
Libéré de cet engagement, il s'éloigne des fictions policières et joue les guest-star sur les plateaux de la saison 4 d'Au fil des jours, puis il se tourne vers le fantastique en acceptant un rôle régulier dans Penny Dreadful: City of Angels pour la chaîne Showtime. Il s'agit d'une série dérivée de Penny Dreadful.
Le 7 février 2022, on apprend qu'il sera dans la seizième saison d'Esprits Criminels diffusée sur Paramount +.

### Vie privée
Il est marié à Grace Gail, depuis mai 2016. Le couple a deux filles : Frankie Elle, née en avril 2014 et Georgie Daye, née en décembre 2016 et un garçon : Bridgemont Bernard, né le 16 mars 2020

## Filmographie

### Cinéma

#### Longs métrages
- 2002 : L'Imposteur (Impostor) de Gary Fleder : Trooper #1
- 2002 : King Rikki de James Gavin Bedford : Alejandro Rojas
- 2005 : Thanks to Gravity de Jessica Kavana Dornbusch : Elias
- 2006 : Splinter de Michael D. Olmos : Private Martinez
- 2006 : Blackout (Unknown) de Simon Brand : County Doctor
- 2007 : Take de Charles Oliver : Steven
- 2008 : B.O.H.I.C.A. de D.J. Paul : Diz
- 2008 : 15 Minutes of Fame de Jo D. Jonz : le directeur de casting
- 2009 : A Kiss of Chaos de Ricardo Sean Thompson : Freddie
- 2009 : I Can Do Bad All by Myself de Tyler Perry : Sandino
- 2010 : Let the Game Begin d'Amit Gupta : Rowan Sly 'Ricky'
- 2010 : Cielito lindo d'Alejandro Alcondez et Rodrigo Patino : Leonardo
- 2010 : Crossfire (en) de Brian A. Miller : Sheperd
- 2012 : Magic Mike de Steven Soderbergh : Tito
- 2014 : Lovesick de Luke Matheny : Jason Kerwick
- 2014 : About Last Night de Steve Pink : Steven Thaler
- 2015 : Magic Mike XXL de Gregory Jacobs : Tito
- 2017 : Axis d'Aisha Tyler : (voix)
- 2017 : CHIPS de Dax Shepard : Shamus
- 2018 : Les Indestructibles 2 de Brad Bird : Détective (voix)
- 2023 : Magic Mike's Last Dance de Steven Soderbergh : Tito

#### Courts métrages
- 2000 : Details d'Eric Daniel : Chris
- 2005 : Keeper of the Past d'Alonso Mayo : Stanley
- 2008 : Christmas Break de Matthew Del Negro : Alejandro

### Télévision

#### Téléfilms
- 2005 : Cyclone Catégorie 7 : Tempête mondiale (Category 7: The End of the World) de Dick Lowry : le pilote Ritter
- 2015 : Runner de Michael Offer : Troy
- 2021 : Une proposition de rêve pour Noël de Martin Wood : Julian

#### Séries télévisées
- 1996 : X-Files : Aux frontières du réel : figurant (1 épisode)
- 1997 : New York Police Blues : Un officier (saison 4, épisode 12)
- 1997 à 1998 : Brooklyn South : officier Hector Villanueva (20 épisodes)
- 1999 : Felicity : Erik Kidd (saison 2, épisodes 9, 10 et 13)
- 1999 : New York, police judiciaire : Chino (saison 10, épisode 6)
- 2001 : Les Âmes damnées (en) (All Souls) : Patrick Fortado (6 épisodes)
- 2001 à 2002 : Resurrection Blvd. (en) : Jorge Martinez (4 épisodes)
- 2001 à 2002 : Roswell : Jesse Ramirez (saison 3, 18 épisodes)
- 2002 : Les Experts : Eric Delko (saison 2, épisode 22)
- 2002 à 2012 : Les Experts : Miami (CSI: Miami) : Eric Delko (221 épisodes)
- 2003 : Queens Supreme : Hector Martinez (saison 1, épisode 2)
- 2004 : Six Feet Under : Kenny Simms (saison 4, épisode 10)
- 2005 : Kim Possible : Burn Burnam (voix, 1 épisode)
- 2009 - 2010 : Ugly Betty : Bobby Talercio (11 épisodes)
- 2010 : Psych : Enquêteur malgré lui : Tommy Nix (saison 5, épisode 5)
- 2011 : Sesame Street : Détective Alfie Betts (saison 42, épisode 14)
- 2012 : La Diva du divan (Necessary Roughness) : Edmund Gonzales (saison 2, épisode 4)
- 2013 : The Goodwin Games : Ivan (saison 1, épisodes 4, 6 et 7)
- 2014 : Reckless : Preston Cruz (saison 1, 13 épisodes)
- 2015 : The Night Shift : Dr Joey Chavez (saison 2, 6 épisodes)
- 2015 : Empire : Laz Delgado (saison 2, 5 épisodes)
- 2015 à 2018 : Jane the Virgin : Jonathan Chavez (7 épisodes)
- depuis 2016 : Esprits criminels : Luke Alvez (depuis la saison 12)
- 2020 : Au fil des jours : Danny (saison 4, épisode 3)
- 2020 : Penny Dreadful: City of Angels : Raul Vega

### Clips
- 1999 : If You Had My Love de Jennifer Lopez
- 2003 : Many Men de 50 Cent
- 2006 : I Call It Love de Lionel Richie
- 2008 : Yes We Can de Will.i.am
- 2009 : It Kills Me de Melanie Fiona
- 2010 : No Dejemos Que se Apague de Wisin y Yandel feat. 50 Cent

### Jeux vidéo
- 2004 : Les Experts : Miami : Eric Delko (voix)

### Réalisateur
- 2011-2012 : Les Experts : Miami (série télévisée - saison 9, épisode 16 et saison 10, épisode 17 - également scénariste)
- 2015 : Scorpion (série télévisée - saison 2, épisode 12)
- 2018 : Esprits criminels (série télévisée - saison 13, épisode,16 et saison 14, épisode 8)

## Voix francophones
En France, Cyrille Artaux est la voix régulière d'Adam Rodríguez.

## Distinctions
Sauf indication contraire ou complémentaire, les informations mentionnées dans cette section proviennent de la base de données IMDb.

### Récompenses
- NAACP Image Awards 2010 : Meilleur acteur dans une série télévisée dramatique pour Les Experts : Miami
- ALMA Awards 2011 : Meilleur acteur dans une série télévisée pour Les Experts : Miami
- Teen Choice Awards 2012 : Meilleur acteur dans une série télévisée d'action pour Les Experts : Miami

### Nominations
- Imagen Awards 2005 : Meilleur acteur de série télé dans un second rôle pour Les Experts : Miami
- ALMA Awards 2008 : Meilleur acteur dans une série télévisée pour Les Experts : Miami
- ALMA Awards 2009 : Meilleur acteur dans une série télévisée pour Les Experts : Miami
- MTV Movie & TV Awards 2013 : Meilleur moment musical pour Magic Mike, nomination partagée avec Channing Tatum, Matthew Bomer, Joe Manganiello et Kevin Nash